# Iustitium
Iustitium è un concetto del diritto romano, che equivale alla dichiarazione dello stato di emergenza.
Il suo nome Iustitium deriva dal suffisso -stitium, composto sul verbo sto, che esprime l'idea di stare fermi, e Ius, che designa il diritto, o almeno il suo esercizio: così, la Iustitium comportava, se non la sospensione della legge (che la distingue dalla dittatura), almeno il giudizio sul corso della giustizia e, di conseguenza, l'esercizio dei diritti privati.

## Sotto la Repubblica
Sotto la Repubblica Romana, fu dichiarato in caso di tumultus per facilitare il prelievo in massa dei cittadini, e comportava la sospensione di tutte le funzioni civili.
Ci sono molti esempi di una simile dichiarazione:
- durante la dittatura di Cincinnato, quando Roma fu minacciata dagli Equi;
- durante la guerra contro i Sanniti;
- all'inizio della guerra contro Giugurta;
- durante la guerra sociale fu decretato anche il Iustitium senatus consulte ultimum: così fece Silla durante gli scontri suscitati da Sulpicio.

Il Iustitium aveva l'effetto di sospendere temporaneamente tutti gli atti pubblici o privati che richiedevano l'assistenza dei magistrati o dei loro delegati, ad eccezione degli atti la cui iustitium serviva a garantirne l'adempimento. In tal modo:
- il corso della Iurisdictio venne interrotto,
- la tesoreria pubblica era chiusa,
- le istanze cancellate,
- sospeso il ricevimento degli ambasciatori,
- le aste auctiones vennero consegnate in una data successiva,
- i negozi erano chiusi sul forum, e a volte anche in tutta la città.

Insomma, venne tolto tutto ciò che poteva ostacolare l'arruolamento dei cittadini, e venne tolto ogni pretesto a chi si sarebbe scusato dicendo di essere trattenuto dagli affari.
Il diritto di decretare il Iustitium apparteneva anticamente al dittatore (era un attributo della major potestas). In assenza di un dittatore, anche i consoli o il pretore potevano proclamare lo iustitium, ma per loro era necessaria l'autorizzazione del Senato.
La iustitium era una misura essenzialmente temporanea: veniva segnalata al più presto. In uno dei casi citati da Livio, il iustitium fu mantenuto per diciotto giorni, ma in un altro durò solo quattro giorni.

## Sotto l'Impero
Con il sistema degli eserciti permanenti inaugurato dall'Impero, la leva in massa e il iustitium che ne era il corollario presto scomparvero.
Successivamente il iustitium fu decretato per ben diverse cause:
- celebrazioni religiose,
- carestie,
- lutto pubblico in occasione della morte dell'imperatore o di un membro della famiglia imperiale. È per questa causa, di gran lunga la più frequente, che la parola iustitium assunse via via il significato di "lutto pubblico".

Giorgio Agamben, ha analizzato le ragioni che fecero il iustitium designare, verso l'inizio del Principato, il lutto pubblico in occasione della morte dell'imperatore o di un suo stretto parente, a rappresentare una sorta di mutamento dal pericolo che minacciava la città, mentre il principe riteneva l'auctoritas indispensabile al mantenimento dell'ordine pubblico.
Secondo Paul Veyne, è la nozione di iustitium, ben nota nel diritto pubblico romano, che l'imperatore Costantino usò per imporre all'impero ancora prevalentemente pagano il riposo domenicale cristiano. Abilmente, decretò un iustitium con effetto permanente, e di applicare nel giorno del sole, il dies solis, che è diventato la nostra domenica. Infatti, nell'astrologia popolare romana, ogni giorno prendeva il nome da un pianeta e siccome erano solo sette (compreso il sole, perché si credeva all'epoca che girasse intorno alla terra), questo ciclo coincideva per serendipità con il ritmo della settimana ebraica di sette giorni.